# Denis Rombaldoni
Denis Rombaldoni (Pesaro, 14 marzo 1989) è uno scacchista italiano, Maestro Internazionale.
Ha praticato il calcio per nove anni, anche a livello agonistico, venendo selezionato per la squadra del Fano Calcio, ma poi ha deciso di smettere per dedicarsi completamente agli scacchi e agli studi. Ha frequentato il liceo classico, poi si è iscritto alla Facoltà di Economia e Commercio dell'Università di Urbino. Un'altra sua passione sportiva è il basket (è tifoso della Scavolini Pesaro, che segue quando gli è possibile negli incontri casalinghi).
È fratello di Axel, Grande maestro. Nell'agosto 2016 sposa la scacchista trevigiana Sabrina Reginato.
In un'intervista a Scacchierando ha dichiarato che il suo giocatore preferito è Magnus Carlsen, e la sua apertura preferita la Caro-Kann. Ammira anche lo stile di attacco dell'ex-campione del mondo Michail Tal'.

## Carriera scacchistica
Nato da padre italiano (Andrea) e madre ungherese (Brigitta Banki Horvath), entrambi forti scacchisti (il padre è Maestro), impara gli scacchi sotto il loro insegnamento. All'età di 13 anni comincia a prendere lezioni dal GM Igor Efimov e i risultati non tardano ad arrivare: nel 2002 vince il Festival internazionale di Montebelluna, davanti a due Grandi Maestri.
Vince poi diversi titoli giovanili: nel 2002 è campione italiano under-14, nel 2004 under-16. Nel 2004 e 2005 è campione italiano a squadre nella categoria under-16 con il circolo di Pesaro. Nel 2007 è campione italiano under-18. Partecipa a tutti i campionati mondiali giovanili dal 2001 al 2005 e a diversi tornei internazionali di prestigio, tra cui due volte il First Saturday di Budapest e il torneo universitario di La Roche-sur-Yon.
Nel 2004-2005 partecipa al 47º Torneo di Capodanno di Reggio Emilia, classificandosi 2º-5º davanti a due GM e conquistando la prima norma di Maestro internazionale.
Ha partecipato a due olimpiadi degli scacchi: Torino 2006, in quarta scacchiera nella squadra "Italia 2", che ha vinto la medaglia d'oro di fascia, e Dresda 2008, in prima riserva.
Nel 2007 ottiene un ottimo 4º-7º posto ex aequo al 17º campionato europeo under-18 di Sebenico in Croazia.
In gennaio 2008 realizza 6,5 su 9 nel forte open delle isole Medes in Spagna, conquistando la terza e definitiva norma di Maestro internazionale.
Nel maggio 2016 vince per la seconda volta (la prima volta nel 2011 con la squadra di Pesaro) il campionato italiano a squadre a Civitanova Marche con il circolo "Robert Fischer" di Chieti.
Nel settembre 2016 vince il torneo di Montesilvano.
Nel febbraio 2017 vince a Padova il 4º Torneo Internazionale del Santo con 4,5 punti su 5.
Nel marzo 2018 vince a Treviso il 2º Torneo Internazionale di Treviso con 4,5 punti su 5;
tra marzo e aprile ottiene il terzo posto sia nel Campionato Italiano Rapid con 6 punti su 7 che lampo con 8,5 su 11.
Il suo record nel rating mondiale lo ottiene nella classifica FIDE di novembre 2011 dove ottiene 2533 punti Elo

## Selezione di partite
- Igor Khenkin - Rombaldoni, open Frascati 2005 (Ovest indiana E12, 73 m)
- Giulio Borgo - Rombaldoni, Reggio Emilia 2007 (Indiana A46, 31 m)
- Rombaldoni - Eduardo Iturrizaga, Campionato del mondo juniores 2008 (Indiana A46, 26 m)
- Rombaldoni - Teodor Anton, Campionato del mondo juniores 2008 (Apertura Larsen A01, 25 m)
- Jon Halldorsson - Rombaldoni, Reykjavík open 2009 (Slava D13, 44 m)